# ムシキングバトル 合虫ガッツ!!
『ムシキングバトル 合虫ガッツ!!』（ムシキングバトル がっちゅうガッツ）は、セガと小学館が共同開発したトレーディングカードゲーム方式の男児向けアーケードゲーム。
2010年4月26日より稼働開始。2011年9月にサービスと稼働を終了。

## 概要
2009年末まで稼働していた、子供向けアーケードカードゲームのルーツ的作品『甲虫王者ムシキング』の後継作品。
画面はブラウン管1画面から、『リルぷりっ』でも使われているタッチパネルタイプ（パネルに触れると振動するが、『リルぷりっ』とは違い、タッチし続けると離れるまで振動され続ける）の液晶ディスプレイ2画面に変更された。システム基板はWindows XP互換の『RINGWIDE』。筐体1台での対戦はできず、2010年8月6日より稼動のROM『2010セカンド』より2台筐体での対戦が可能になった。
前作のじゃんけんシステムは廃止され、ゲームはムシカードを3枚スキャンさせ、条件を満たすことで合虫（合体）させることができる。
合虫ガッツで登場している虫であれば旧カードの使用が可能。
また、2010年8月1日からはムシカードを10枚セガに送ると抽選で一名に2007年頃に設置されていたムシキングのゲーム機本体をプレゼントするキャンペーンを実施。ゲームのソフトウェアは店頭と同じものではなく、一般家庭向けに改良した物である。

## 登場人物
前作とはキャラおよび世界観が一新され、ムシキングバトルが盛んに行われている近未来の世界が舞台となっている。
一本角甲（いっぽんづの こう）
本作の主人公。合虫バトルが大好きな合虫士。愛用属性はオリジン。
ムサシ
サムライ合虫士。オッサンのような風貌だが10歳。三度のメシとおにぎりが好き。愛用属性はヨロイ。
快勝院ツバサ（かいしょういん ツバサ）
宇宙開発会社の若き経営者、IQ合虫バトルを得意とする。愛用属性はメタル。
クォーツ
意味不明な言語でしゃべる謎の人物。愛用属性はクリスタル。
不動院かつまろ（ふどういん かつまろ）
不動院財閥の御曹司。自身をミーと呼ぶ。愛用属性はメカ。
メビウス
赤い肌の野生児。愛用属性はバイオ。

## 属性
オリジン（ORIGIN）
実際の甲虫が登場する属性。『甲虫王者ムシキング』のCGをほぼ継承している。ステージは「オリジンフォレスト」、超合虫は「ビートルナイト」。
ヨロイ（ARMOR）
侍などの鎧や装甲を模した甲虫が登場する属性。ステージは「アーマルコロシアム」、超合虫は「ガーディガン」。
メタル（METAL）
最先端の科学技術を取り入れた甲虫が登場する属性。ステージは「メターナルハイト」、超合虫は「メガロイドW」。
クリスタル（CRYSTAL）
ダイヤモンドや鉱石など宝石を模した甲虫が登場する属性。ステージは「クリスタルケイプ」、超合虫は「エレス・ルビー」。
メカ（MECHA）
緊急車両や戦車、家電など機械を模した甲虫が登場する属性。ステージは「メカニカスタジアム」、超合虫は「タイガータンク」。
バイオ（BIO）
動物や細菌など、地球上の生物に関わるものすべてが盛り込まれた甲虫が登場する属性。ステージは「バイオロック」、超合虫は「ダイナザウルス」、「マンモゲノム・マウンテン」。

## 遊び方

### カード払い出しとモード選択
まず100円玉を入れると、ムシカードが払い出される。その後、モード選択画面が下画面に表示され、好きなモードをタッチパネルで選べる。モードは初心者向けの『ビギナーズモード』と上達者向けの『ノーマルモード』、カードだけを購入してゲームを終了する『ゲームをおわる』の3つがある。ノーマルモードは『初級』、『中級』、『上級』の難易度が選択できる。なお当初は、対人戦は不可能であり、店舗などにおける公式大会も行われなかった。2010年8月上旬から稼働した2010セカンドで、筐体が2台以上での対戦に対応した。

### ステージ選択
ステージは、ルーレットで決まる。下画面の決定画面で『けっていおす』の部分をタッチするとルーレットが止まる。ステージによってバトルが有利になるムシもいる。

### カードスキャン
ムシカードは3枚までスキャン出来る。ムシを変えたい場合は変えたいムシの部分をタッチし、新しいムシカードをスキャンする。属性や星の数、ステージの相性などにより、パワースロットルというルーレットのテクニックや合虫後の姿、合虫パワーなどが変化していく。

### バトル
バトルはターン制となっており、技パワーの高い方が先攻となる。ビギナーズモードでは常にプレイヤーが先攻。
プレイヤーのターンの場合は、3匹のうち1匹が選んだ相手のムシに攻撃を仕掛け、パワースロットルのルーレットを止めると現れる「ガッツ球」を集め、合虫のカギとなる「ガッツパワー」を貯めていく。逆にガッツパワーが下がる黒ガッツ球も存在する。ルーレットの止まる目によって飛び散るガッツ球の数も変わる。
逆に相手が攻撃を仕掛けてくる場合は、パワースロットルのルーレットを止めると集まってくるダメージボールをタッチして破壊するとダメージが軽減する。ルーレットの目が高いほど、ガードも高くなる。
3匹のうち強さが低いムシは「ウィークポイント」に囲まれ、攻撃時に与えるダメージが大きくなる「超こうげき」が発動する。いずれのターンも、「シールドトラップ」という防御ゾーンにはまると攻撃失敗となる。相手攻撃時には、どのムシにシールドトラップを張るかの選択ができる。

### 合虫
ガッツパワーが一杯になると発動。下のパネルをスライドすることで合虫球を拡大させ、青の円形線を超えると合虫（合体）する。属性や星の数、ステージの相性などにより合虫の種類が変化する。

## リリース
Generation:1
2010年4月26日発売。全50種。稼働初期は、無料の体験版が搭載されていた。
Generation:2
2010年8月9日発売。全50種。新ムシ13匹、ダッシュカード登場。
ROMを2010セカンドにバージョンアップ。
Generation:3
2010年11月5日発売。全50種。超合虫カード登場。
2011年9月30日 サービス終了。